# 16672 Bedini
16672 Bedini è un asteroide della fascia principale. Scoperto nel 1994, presenta un'orbita caratterizzata da un semiasse maggiore pari a 2,5772913 UA e da un'eccentricità di 0,1364390, inclinata di 6,64200° rispetto all'eclittica.
È intitolato a Daniele Bedini (1952), docente universitario italiano.